# Püchersreuth
Püchersreuth er en kommune i Landkreis Neustadt an der Waldnaab i Regierungsbezirk Oberpfalz i den tyske delstat Bayern. Den er en del af Verwaltungsgemeinschaft Neustadt a.d.Waldnaab.

## Geografi
Püchersreuth ligger i Region Oberpfalz-Nord.

### Inddeling
Ud over Püchersreuth, ligger i kommunen disse landsbyer og bebyggelser :
- Wurz
- Ilsenbach
- Pfaffenreuth
- Kotzenbach
- Botzersreuth
- Eppenreuth
- Walpersreuth
- Baumgarten
- Mitteldorf
- Rotzendorf
- Thomasberg
- Stöberlhof
- Kahhof
- Hutzlmühle
- Lamplmühle
- Rotzenmühle

## Historie
I Püchersreuth er der både et gammelt og et nyt slot. Der er kun rester tilbage af det gamle slot, mens det nye præger byen.
Püchersreuth var en del af Kurfyrstedømmet Bayern og var fra midten af det 17.- til midten af det 18. århundrede hjemsted for adelsslægten Hundt. Den nuværende kommune er dannet i 1818 , og ved områdereformerne i 1972/1978 blev de tidligere selvstændige kommuner Ilsenbach, Eppenreuth og Wurz indlemmet i Püchersreuth.